# David Barton (cầu thủ bóng đá)
David Barton (sinh ngày 9 tháng 5 năm 1959) là một cựu cầu thủ bóng đá người Anh có 159 lần ra sân ở Football League thi đấu ở vị trí trung vệ cho Newcastle United, Blackburn Rovers và Darlington. Ông cũng thi đấu bóng đá non-league cho Coundon TT, và đại diện trường Durham ở cấp độ U-15.